# Montgomery megye (Kentucky)
Montgomery megye az Amerikai Egyesült Államokban, azon belül Kentucky államban található. Megyeszékhelye és legnagyobb városa Mount Sterling. Lakosainak száma 28 114 fő (2020. április 1.). Montgomery megye Nicholas, Bath, Menifee, Powell, Clark és Bourbon megyékkel határos.

## Népesség
A megye népességének változása:
| Lakosok száma | 26 532 | 26 745 | 26 875 | 27 251 | 27 608 | 28 114 |
|               | 2010   | 2011   | 2012   | 2013   | 2015   | 2020   |